# جان ویلیام گادوارد
جان ویلیام گادوارد (به انگلیسی: John William Godward) (زاده ۹ اوت ۱۸۶۱ - درگذشته ۱۳ دسامبر ۱۹۲۲) از نقاشان انگلیسی دورهٔ پایانی پیشارافائل‌گرایی-نوکلاسیسیستی بود.

## زندگی

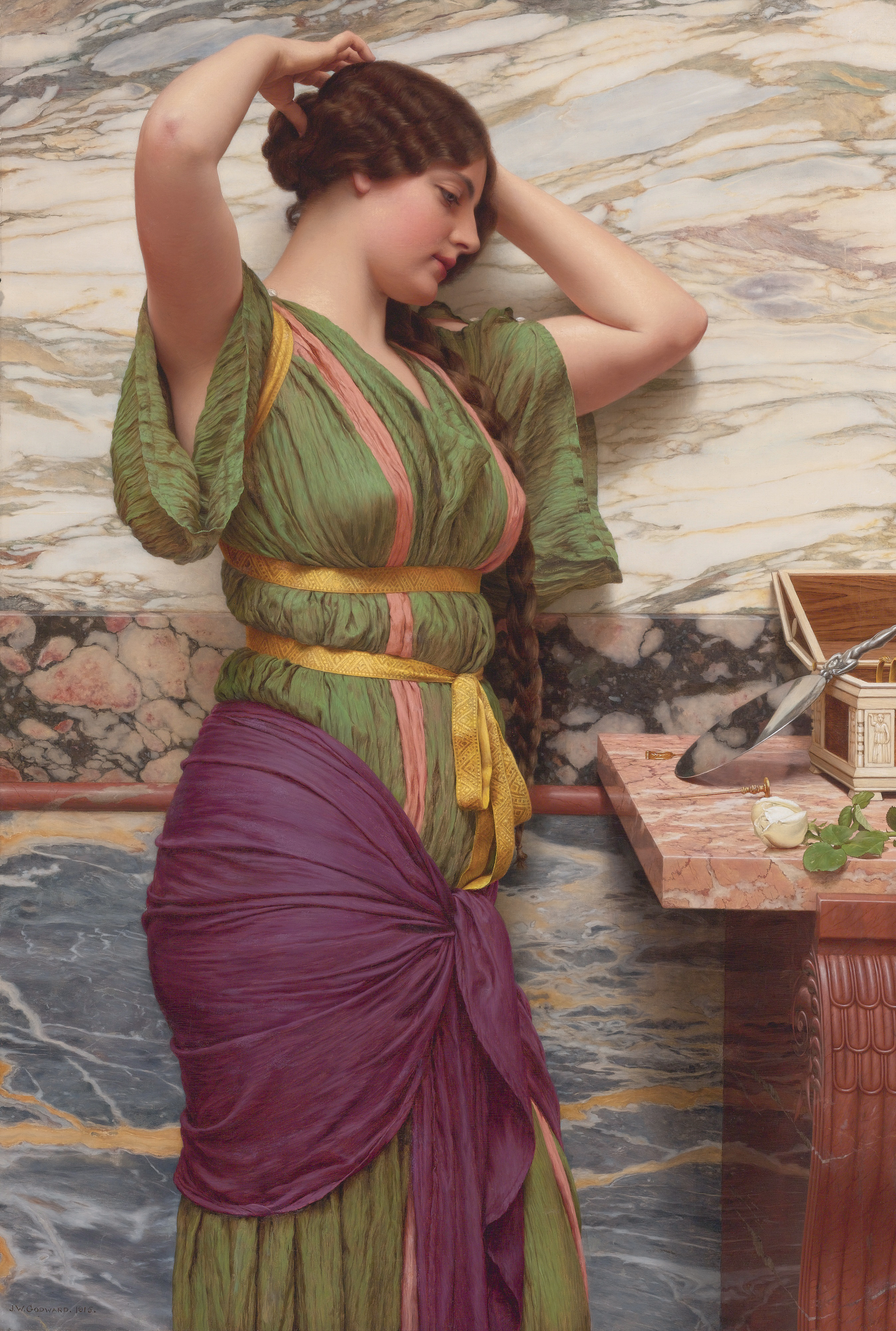
بازتاب منصفانه

گادوارد در سال ۱۸۶۱ به دنیا آمد او در ویمبلدون زندگی می‌کرد. وی در خانواده سارا بورال و جان گادوارد (یک کارمند سرمایه‌گذار در انجمن تضمین زندگی قانون لندن) به دنیا آمد. او بزرگ‌ترین فرزند از پنج فرزند بود. او به نام پدرش جان و پدربزرگش ویلیام نامگذاری شد. نگرش بیش از حد والدینش او را در بزرگسالی منزوی و گوشه گیر کرد

## حرفه
یکی از شناخته‌شده‌ترین نقاشی‌های او Dolce far Niente (1904) است که برای مجموعه اندرو لوید وبر در سال ۱۹۹۵ خریداری شد. مانند چندین نقاشی دیگر، گادوارد بیش از یک نسخه را نقاشی کرد.

#### خانواده
خانواده که با هنرمند شدن او موافق نبودند، از خودکشی او شرمگین شدند و بعضی از آثار و وسایل و عکس‌های او را سوزاندند. تنها یک عکس از گادوارد باقی مانده‌است که به نمایش گذاشته نشده‌است. حتی تصویر او را از تصاویر خانوادگی جدا کردند. گادوارد در سال ۱۹۲۱ به انگلستان بازگشت، در سال ۱۹۲۲ درگذشت و در گورستان برومپتون، غرب لندن به خاک سپرده شد.

## آثار
گادوارد یک نئوکلاسیکیست ویکتوریایی بود، و بنابراین، در تئوری، پیرو فردریک لیتون بود. با این حال، سبک او بیشتر با سر لارنس آلما تادما ارتباط دارد، که با او تمایلی برای ارائه معماری کلاسیک داشت - به ویژه، ویژگی‌های منظره ایستا ساخته شده از سنگ مرمر است.

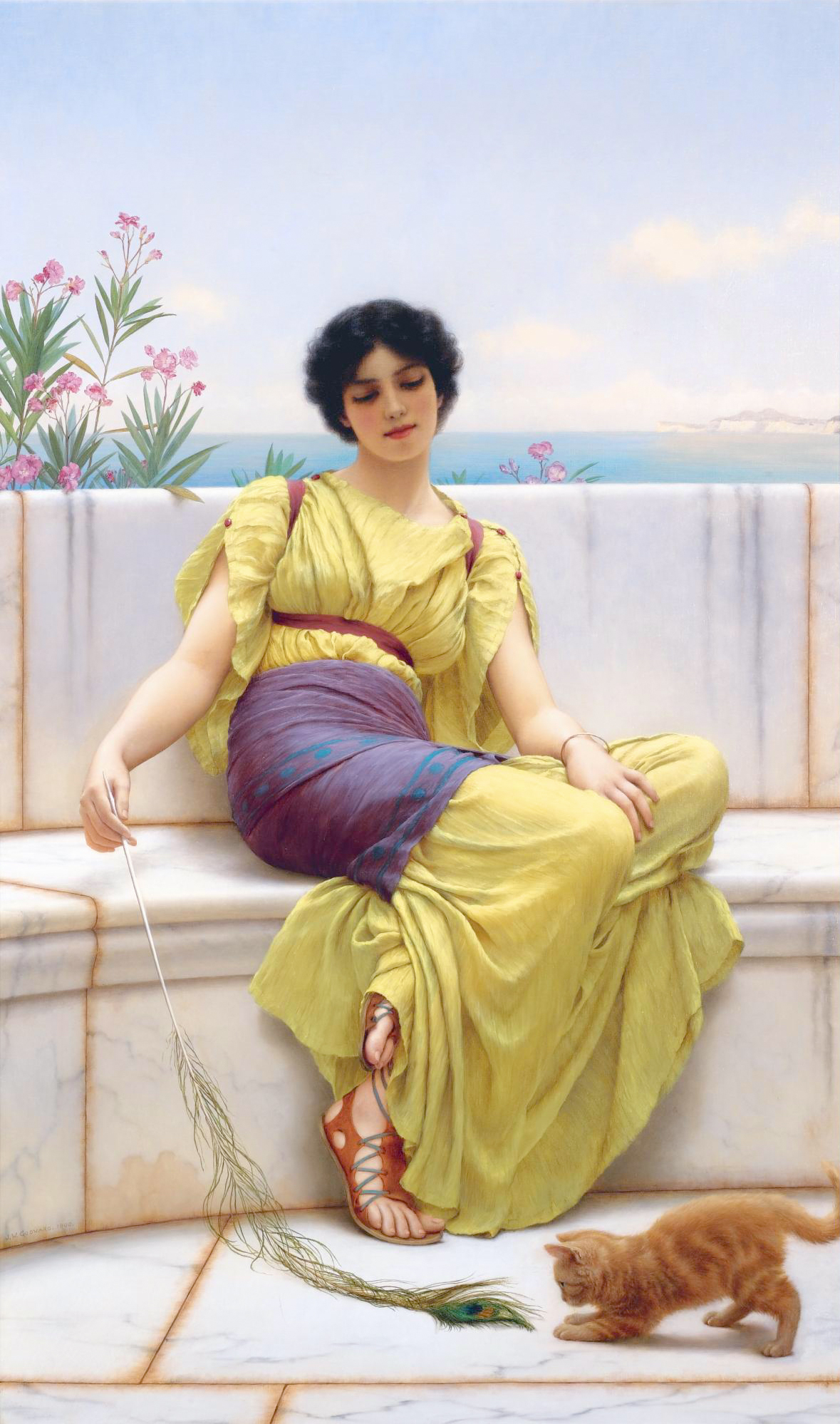
بیکاری ۱۹۰۰

اکثر آثار موجود از گادوارد، زنانی را در لباس کلاسیک نشان می‌دهند که در مقابل ویژگی‌های منظره ژست گرفته‌اند، اگرچه برخی از چهره‌های نیمه برهنه و کاملاً برهنه در اثر او گنجانده شده‌است، نمونه‌ای قابل توجه در The Tepidarium (1913)، عنوانی که با عنوانی بحث‌برانگیز مشترک است. نقاشی آلما تادما با همان موضوع که در گالری هنری لیدی لیور قرار دارد. عنوان‌های منبع الهام گادوارد را منعکس می‌کنند: تمدن کلاسیک، به ویژه تمدن روم باستان (دوباره، موضوعی که به لحاظ هنری سبک گادوارد و آلما تادما نزدیکی می‌بخشد).
با توجه به اینکه دانش کلاسیک در طول زندگی او در میان مخاطبان بالقوه نقاشی‌های او بیشتر از امروز گسترده بود، تحقیق دقیق در مورد جزئیات برای دستیابی به جایگاهی به عنوان یک هنرمند در این ژانر مهم بود. آلما تادما یک باستان‌شناس و همچنین نقاش بود که در مکان‌های تاریخی حضور می‌یافت و مصنوعاتی را که بعداً در نقاشی‌های خود استفاده کرد جمع‌آوری می‌کرد: گادوارد نیز جزئیاتی مانند معماری و لباس را مطالعه می‌کرد تا مطمئن شود آثارش مهر اصالت دارند. .
علاوه بر این، گادوارد با زحمت و دقت در نقاشی‌های خود ویژگی‌های مهم دیگری را ارائه کرد، پوست حیوانات شامل نمونه‌هایی از این گونه اجراها) و گل‌های وحشی دوباره نمونه‌هایی از این دست هستند).
ظاهر زنان زیبا در ژست‌های مورد مطالعه در بسیاری از آثار گادوارد باعث می‌شود که بسیاری از تازه واردان به آثار او به اشتباه او را به عنوان پیشرافائلی دسته‌بندی کنند، به‌ویژه که پالت او اغلب رنگارنگی پر جنب و جوش است. انتخاب موضوع (تمدن باستان در مقابل، برای مثال، افسانه آرتور) به درستی انتخاب نئوکلاسیکیست ویکتوریایی است. همانند بسیاری از نقاشان معاصر او، گادوارد یک «رؤیای عالی ویکتوریایی» بود که تصاویری از دنیایی آرمانی و رمانتیکی تولید می‌کرد که هم در مورد گادوارد و هم در مورد آلما تادما، به عنوان یک جهان بینی مورد انتقاد قرار گرفت
.
گادوارد "به‌سرعت به خاطر نقاشی‌هایش از زنان جوان در فضای کلاسیک و توانایی‌اش در انتقال حس متضاد بافت‌ها، گوشت، مرمر، خز و پارچه‌ها با حساسیت و تسلط فنی، شهرت پیدا کرد. میل گادوارد به خلق آثار هنری که در دوره کلاسیک اتفاق می‌افتد احتمالا به دلیل سبک دوره ای بود دوره‌ای بود که در آن زندگی می‌کرد. "آخرین احیای کلاسیک در مقیاس کامل در نقاشی غربی در انگلستان در دهه ۱۸۶۰ شکوفا شد ک برای سه دهه بعد در آنجا شکوفا شد
وی از هنرمندان تحت‌الحمایه سر لاورنس آلما-تادِما بود

## مرگ
سبک نقاشی او با ورود نقاشانی همچون پیکاسو از توجه افتاد.
گادوارد در سن ۶۱ سالگی خودکشی کرد و گفته می‌شود که در یادداشت خودکشی‌اش نوشته‌است: "دنیا کوچک‌تر از آنست که من و پیکاسو را در خود جای بدهد.

## نگارخانه

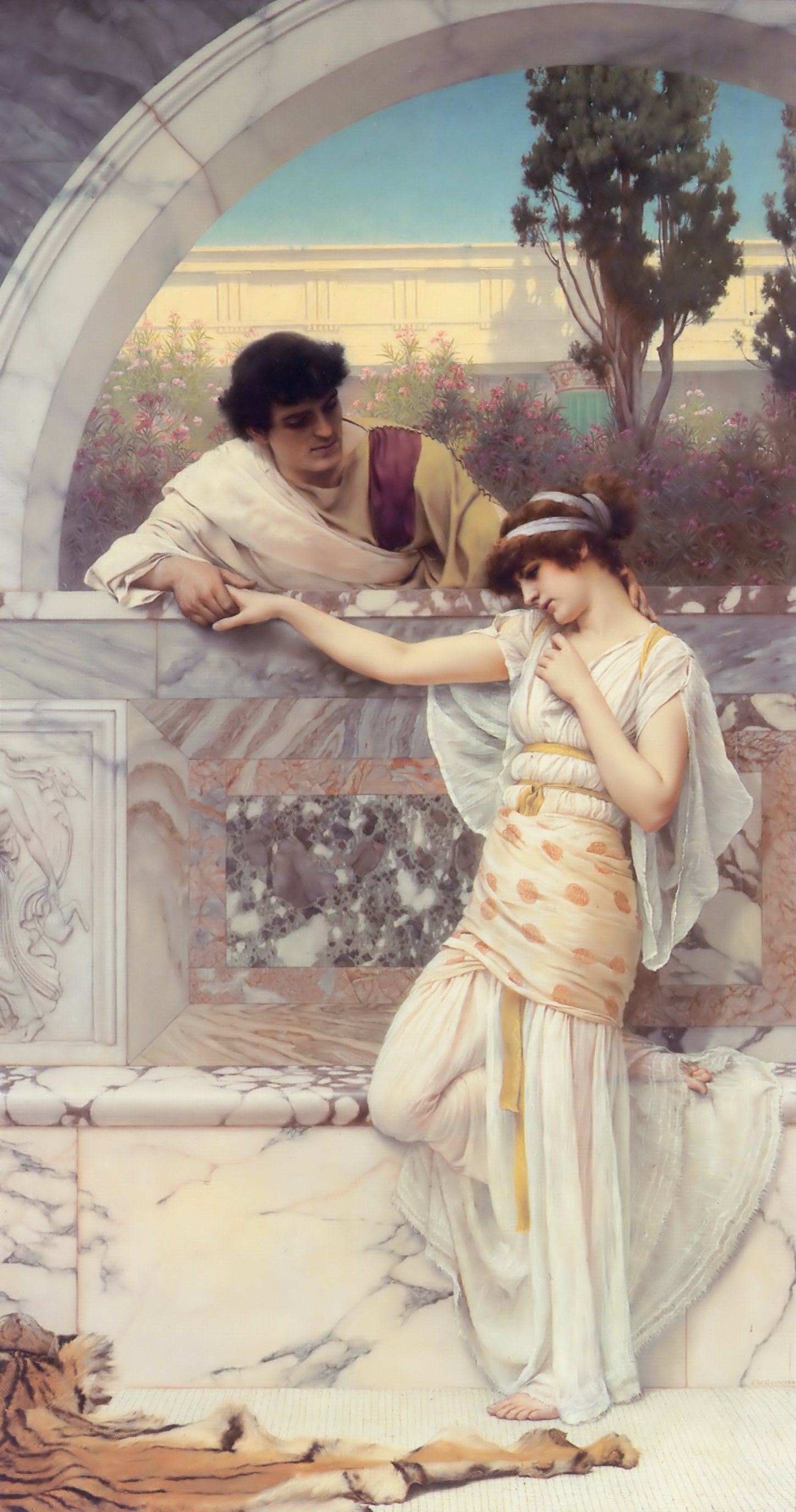
بله یا خیر (۱۸۹۳)
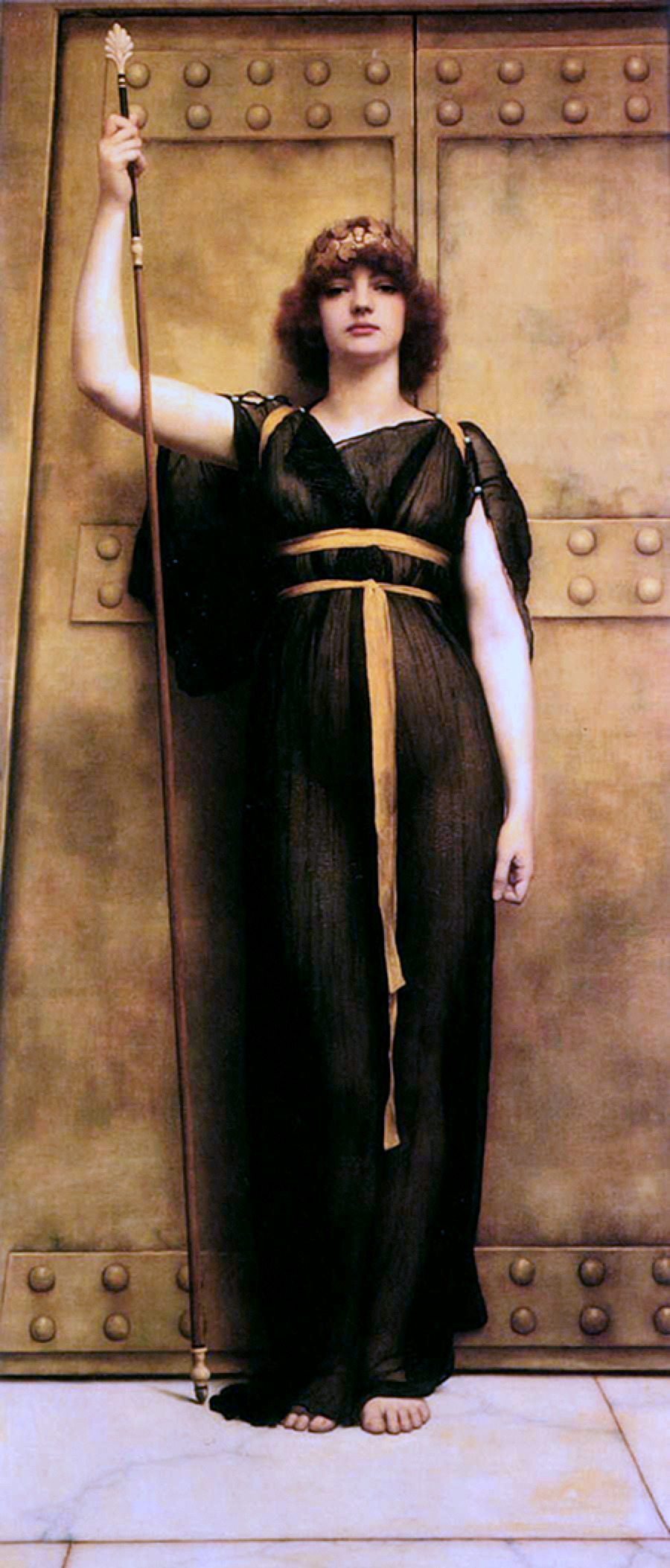
راهبه (۱۸۹۴)
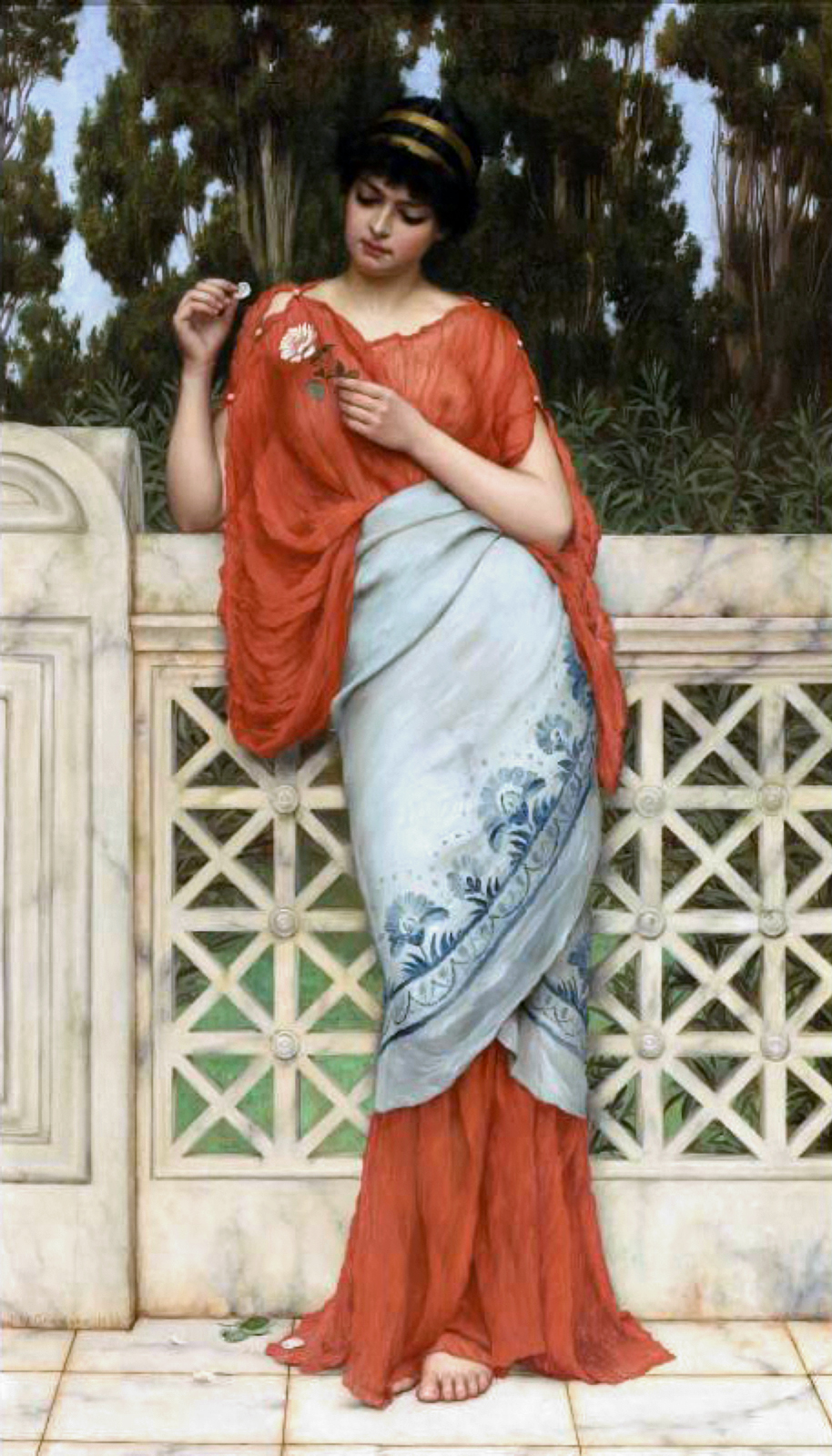
مرا دوست دارد، مرا دوست ندارد (۱۸۹۶)
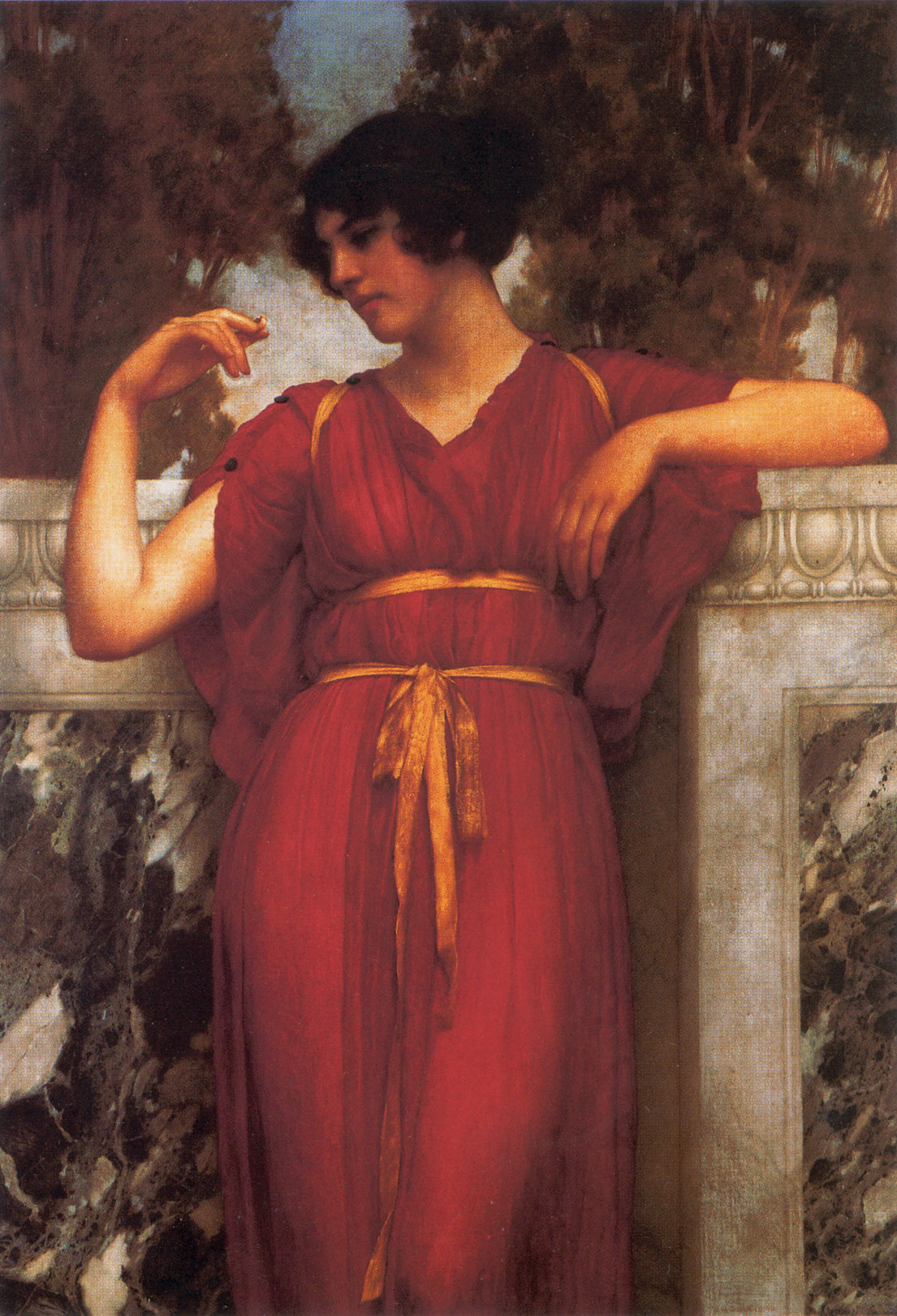
حلقه (۱۸۹۸)
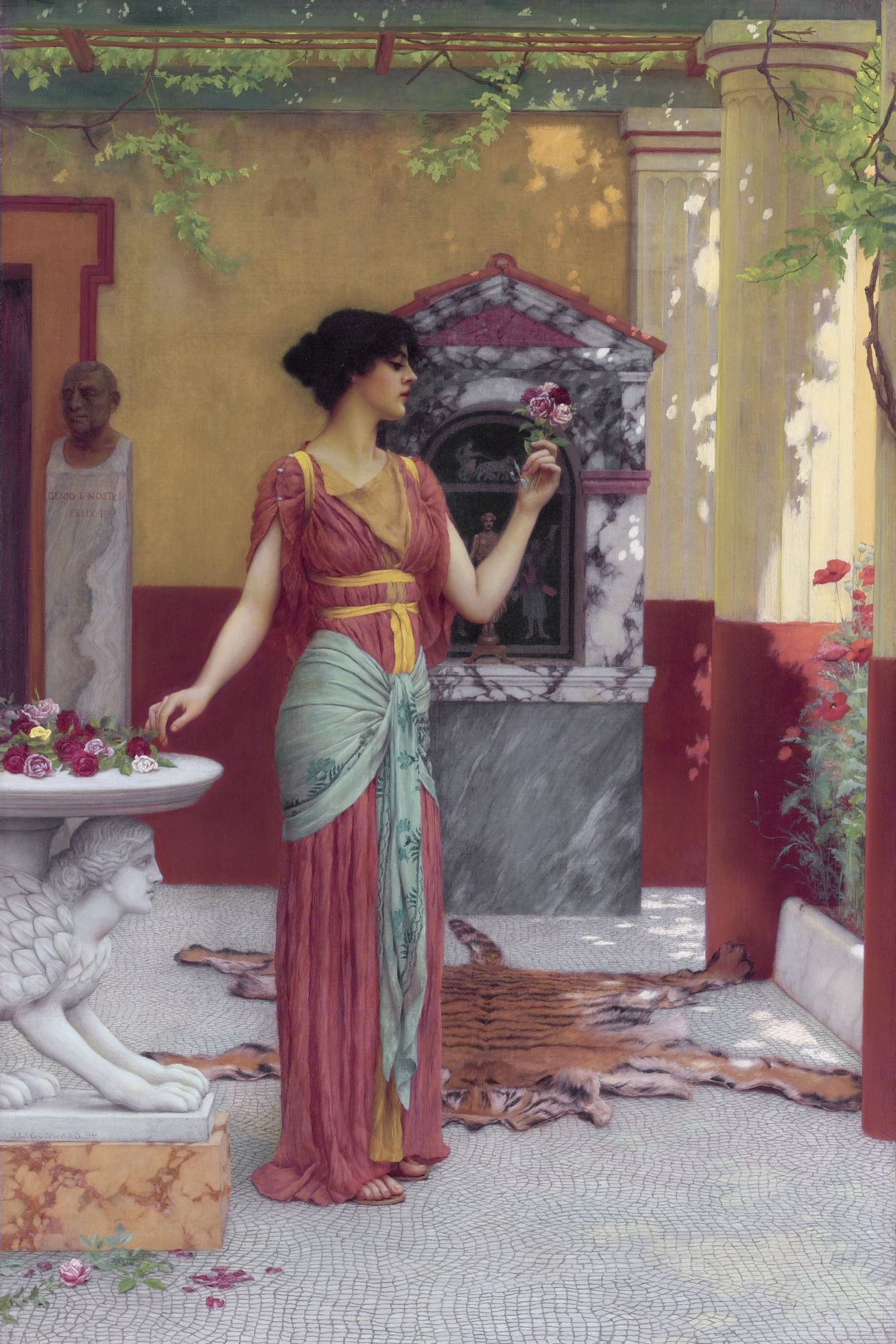
دستهٔ گل (۱۸۹۹)
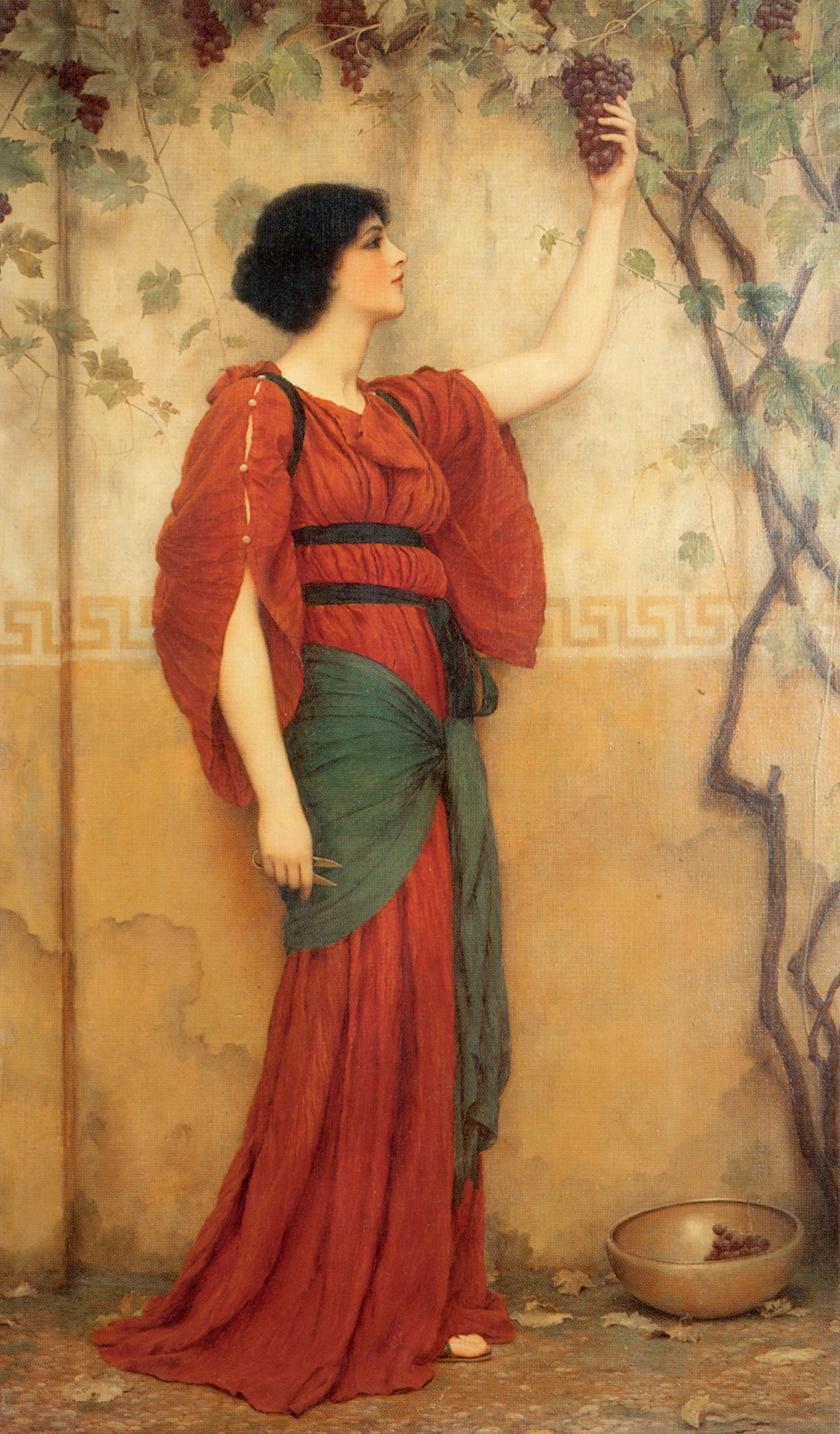
پاییز (۱۹۰۰)
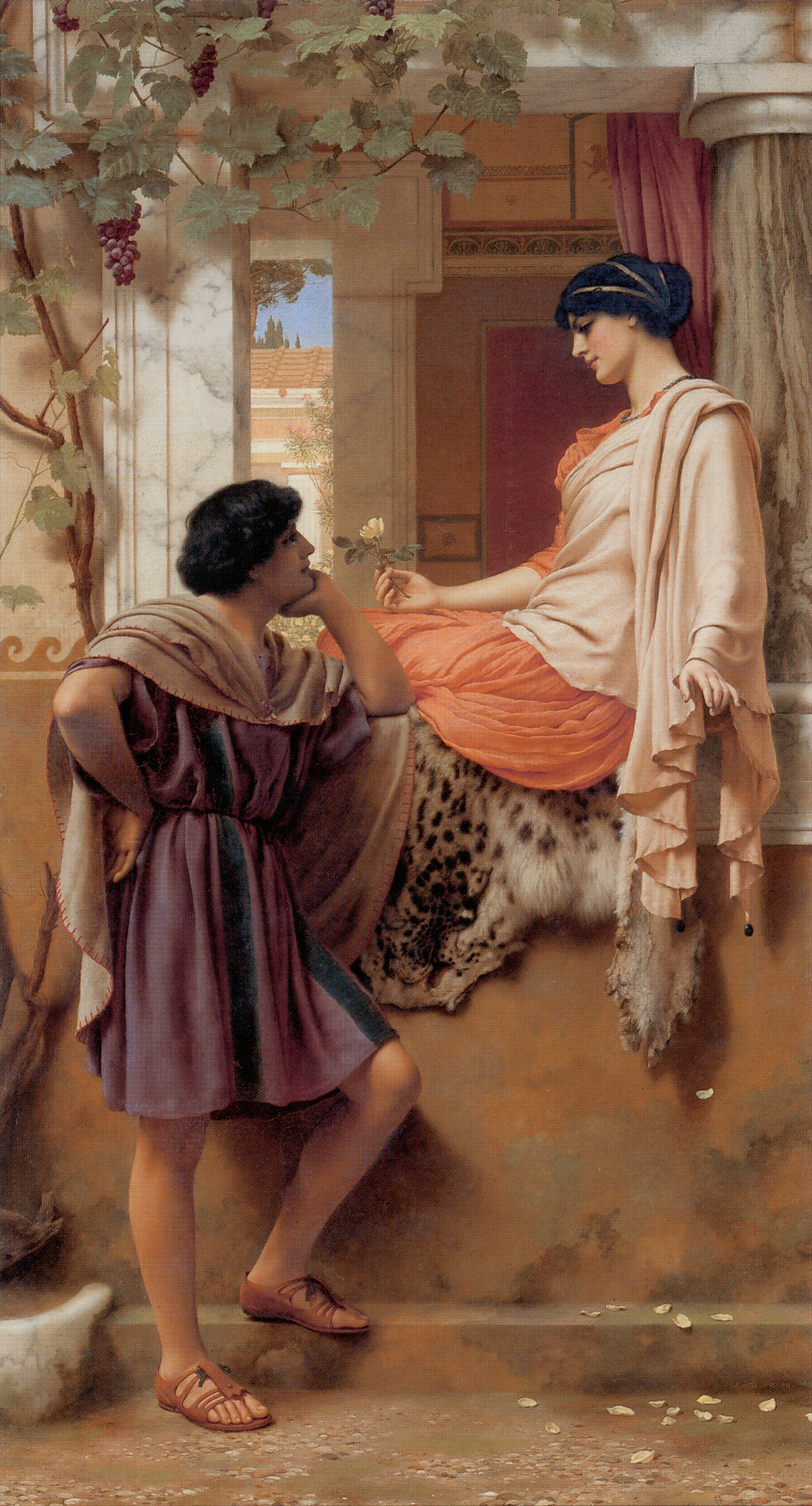
داستان قدیمی قدیمی (۱۹۰۳)
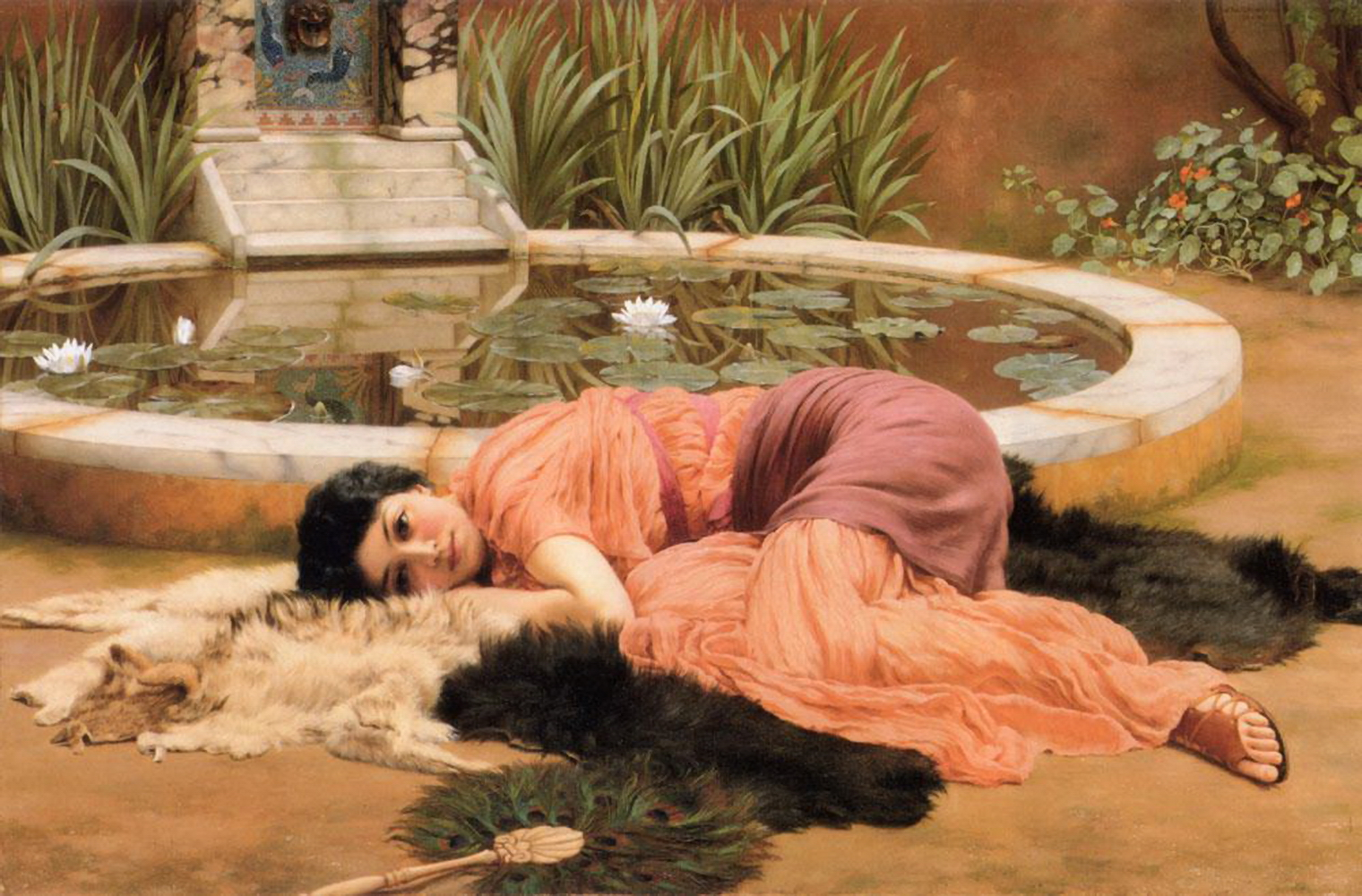
هیچانه‌های شیرین (۱۹۰۴)
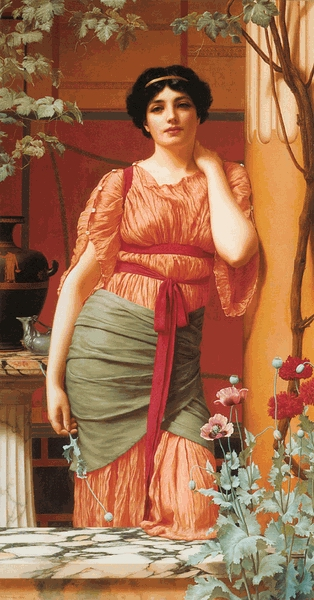
نِریسا (۱۹۰۶)
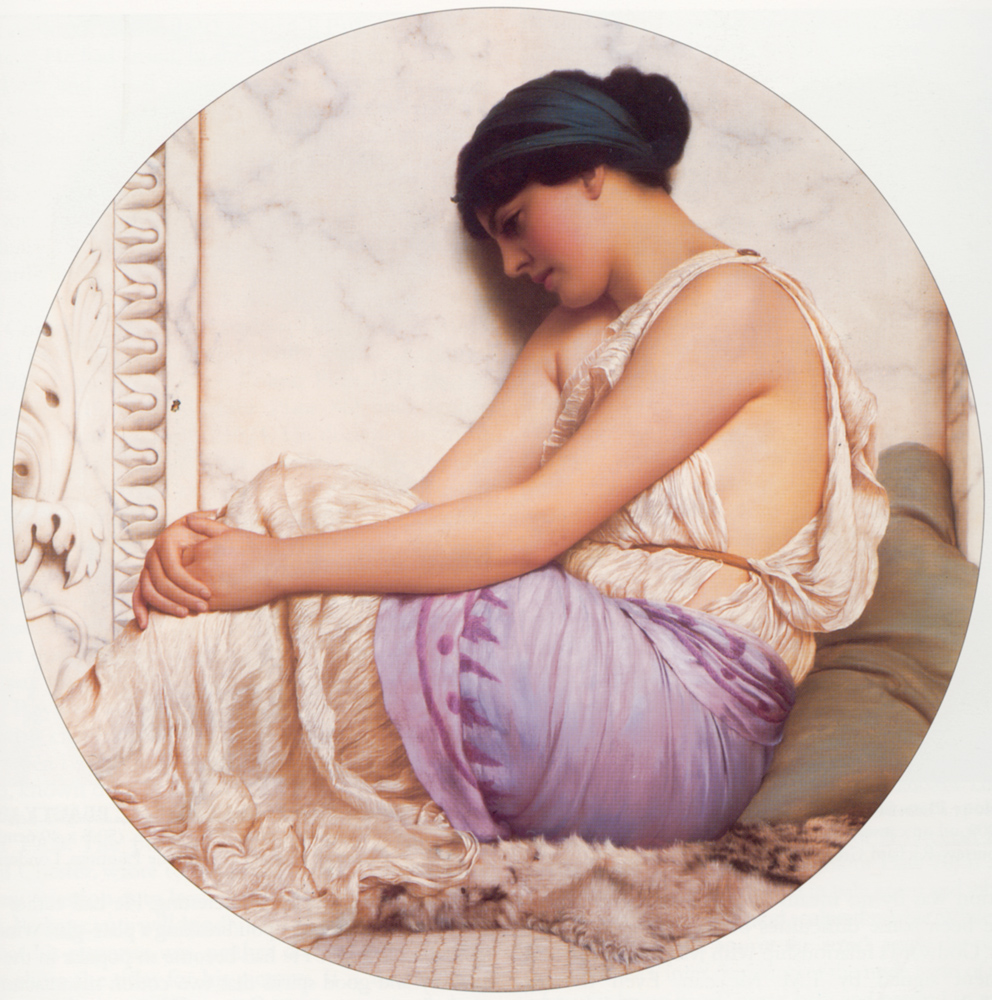
یک دختر یونانی (۱۹۰۸)
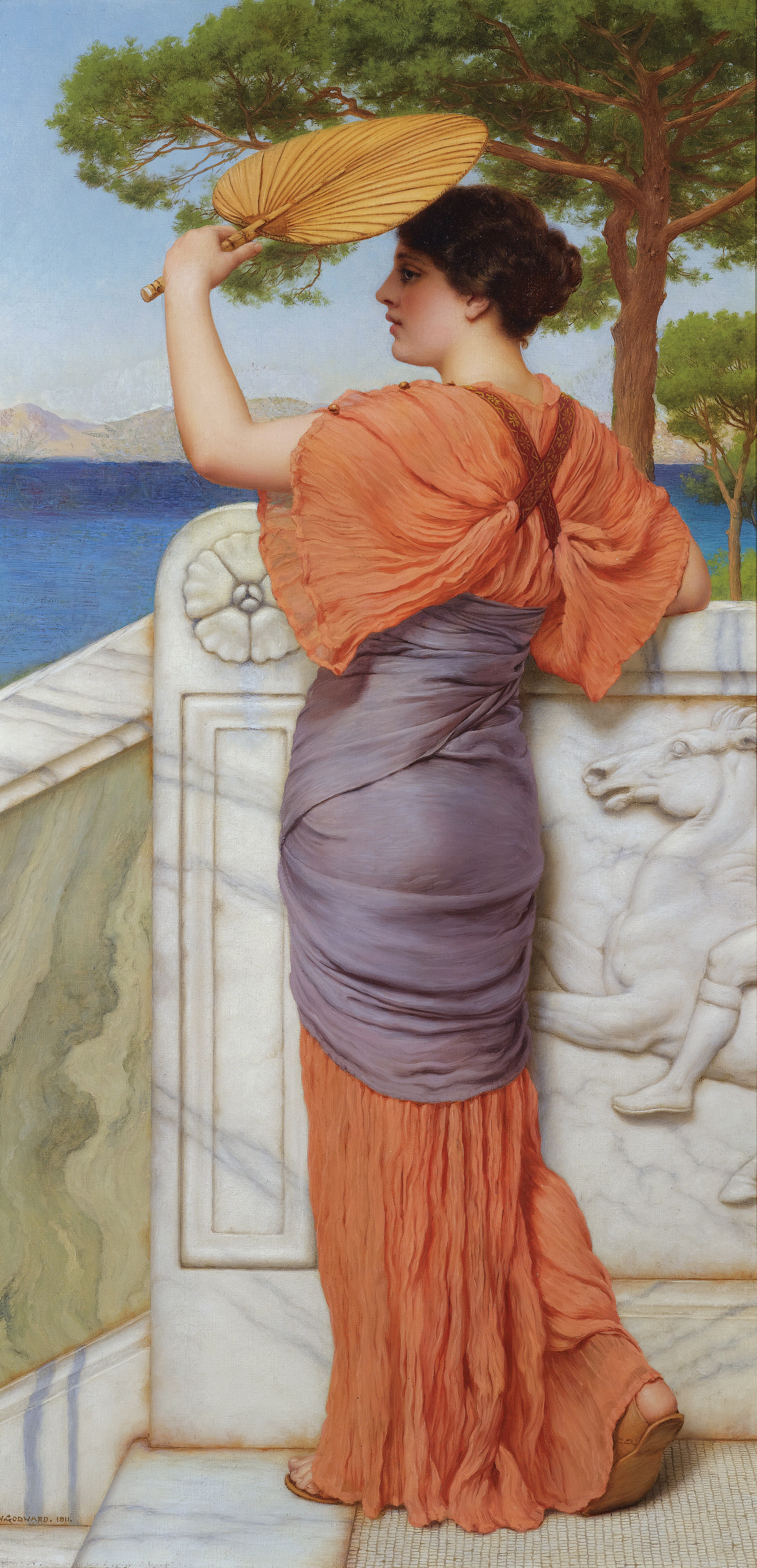
روی بالکن (۱۹۱۱)
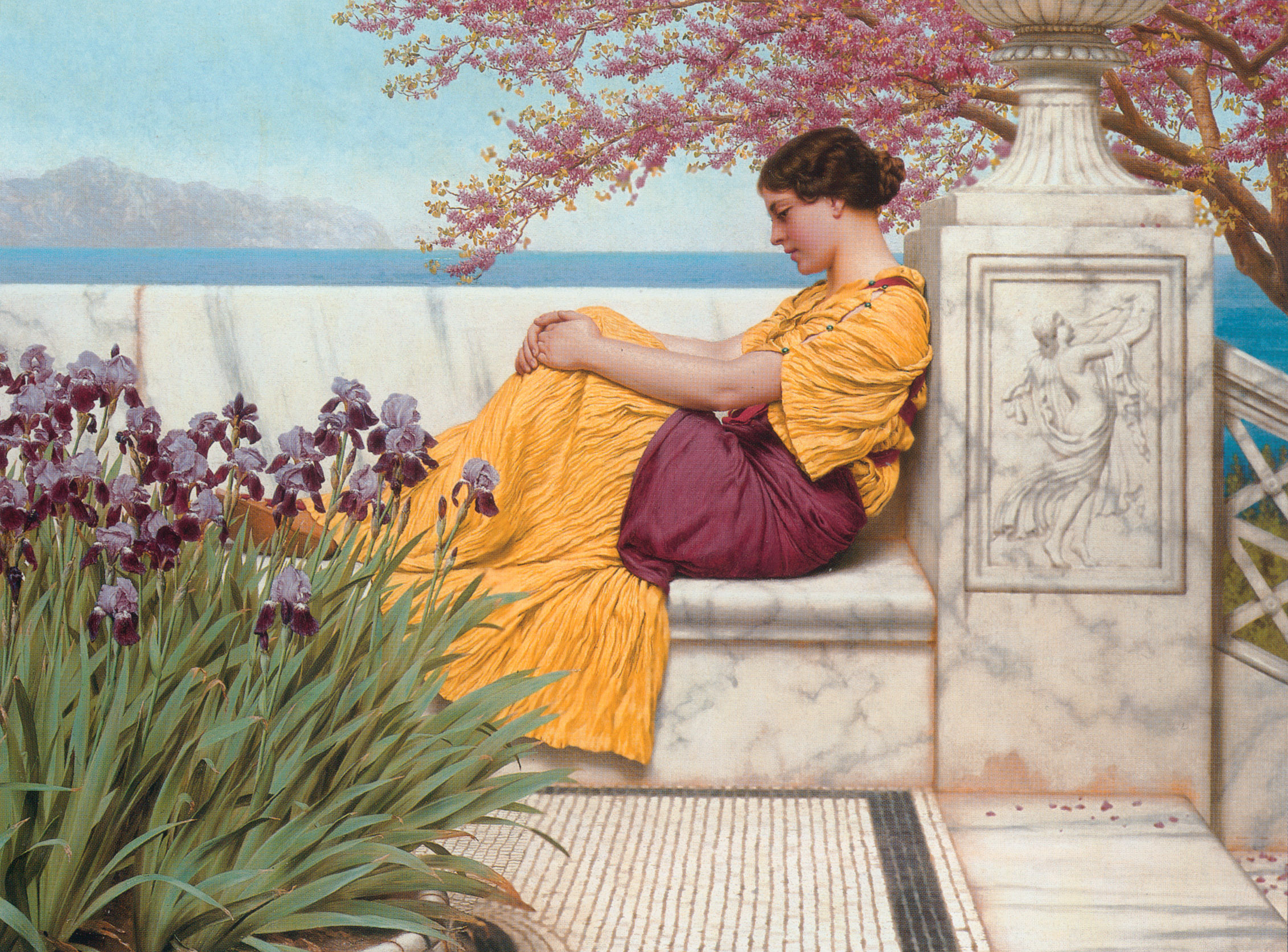
زیر شکوفه‌ای که mnاز شاخه می‌آویزد (۱۹۱۷)